# 발산 진화

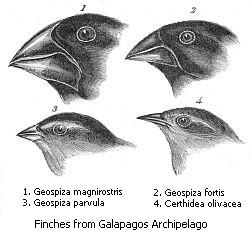
다윈의 핀치새는 발산 진화의 명확하고 유명한 예이며, 조상 종은 비슷하거나 다른 특성을 가진 여러 후손 종으로 방출 된다.

발산 진화(發散進化, 영어: divergent evolution)는 종 내에서 밀접하게 관련된 개체군 간의 차이가 축적되어 종분화로 이어지는 것이다. 분기 진화는 일반적으로 두 개체군이 지리적 장벽(예: 동종 또는 주변 종 분화)으로 분리되고 새로운 환경에 대한 적응을 유도하는 서로 다른 선택 압력을 경험할 때 나타난다. 여러 세대와 지속적인 진화 후에 개체군은 서로 교배할 수 없게 된다. 미국의 박물학자 JT Gulick (1832-1923)은 "발산 진화"라는 용어를 처음 사용했으며 현대 진화 문헌에서 그 사용이 널리 퍼졌다. 자연에서 발산의 전형적인 예는 갈라파고스 핀치새의 적응방산 또는 주머니쥐와 울타리 도마뱀과 같은 다른 서식지에 사는 종의 개체군의 채색 차이이다.
이 용어는 상동 유전자에서 파생된 단백질과 같은 분자 진화에도 적용될 수 있다. 상동 유전자(종분화 사건의 결과)와 상동 유전자(유전자 복제의 결과)는 발산 진화를 설명할 수 있다. 유전자 복제를 통해 한 종의 두 유전자 사이에서 발산 진화가 가능하다. 갈라진 종들 사이의 유사성은 그들의 공통 기원에 기인하므로 그러한 유사성은 상동성이다. 대조적으로, 수렴 진화는 적응이 독립적으로 발생하여 새와 곤충의 날개와 같은 유사한 구조를 생성할 때 발생한다.

## 생성, 정의 및 사용
발산 진화라는 용어는 JT Gulick이 처음 사용한 것으로 믿어진다. 발산 진화는 일반적으로 동일한 종의 두 그룹이 다른 환경 및 사회적 압력을 수용하기 위해 해당 그룹 내에서 다른 특성을 진화시킬 때 발생하는 것으로 정의된다.
그러한 압력의 다양한 예에는 포식, 식량 공급 및 짝을 위한 경쟁이 포함될 수 있다. 특정 야행성 곤충의 고실 귀는 어둠 속에서 포식자의 소리를 듣기 위해 고실 귀가 제공하는 초음파 청각이 필요한 결과로 믿어진다. 야행성 포식자를 두려워할 필요가 없는 비야행성 곤충은 종종 이러한 고막 귀가 없는 것으로 발견된다.

## 원인
동물은 여러 가지 이유로 발산 진화를 겪는다. 이를 위해서는 포식자 또는 포식자의 부재, 환경의 변화, 특정 동물이 가장 활동적인 시간이 가장 중요하다.

### 포식자
벼랑 옆 둥지에 서식하는 키티웨이크(Kittiwake)에 대한 포식자(포식 조류와 포유류)의 부족으로 인해 그 특정 그룹의 키티웨이크는 그 시점까지 새끼를 보호하기 위해 보여왔던 조상의 무리지어 다니는 행동을 잃게 되었다. 키티웨이크가 일반적으로 표시하는 무리 행동은 키티웨이크가 포식자로부터 새끼에 대한 위협이 거의 없는 이 지역에 거주할 때 사라진다. 떼를 지어 다니는 행동은 원래 파충류, 포유류 및 기타 새와 같은 다양한 포식자로부터 새끼를 포함하는 지상 둥지를 보호하기 위해 개발되었다.

### 환경
절벽 쪽 둥지 지역 자체도 떼를 지어 몰려드는 정신을 잃는 키티웨이크의 원인과 유사하다. 키티웨이크처럼 절벽 가장자리에 들어갈 만큼 충분히 작은 육식성 포유동물과 그 자손은 올라갈 수 있는 반면, 육식성 조류는 올라갈 수 없다. 절벽면 근처에서 기동할 수 있는 동시에 해당 지역의 기상 조건에 영향을 받는다.

## 구별
발산 진화는 수렴 진화와 구별하여 이해된다. 무언가가 진화하는지 여부, 진화하는 내용 및 진화하는 이유와 같은 다양한 측면에서 공통점과 차이점이 존재하기 때문이다. 발산 진화를 수렴 및 병렬 진화와 비교하는 것은 유익하다.

### 발산 대 수렴 진화
수렴 진화는 유사한 환경 압력(포식자 및 식량 공급과 같은)을 갖는 유사한 환경에 사는 두 종의 결과로 다른 두 종의 동물에서 발생하는 유사한 형질 진화로 정의된다. 관련된 종은 다르지만 그들이 얻는 형질은 서로 다르지 않다는 점에서 발산 진화와 다르다. 수렴 진화의 한 예는 짝, 자원, 영토를 놓고 겨루기 위해 다양한 종의 뿔이 발달하는 것이다.

### 발산 대 평행 진화
평행 진화는 동일한 조상에서 유래한 종에서 유사한 형질의 발달이다. 종은 동일한 조상에서 유래한다는 점에서 발산 진화와 유사하지만, 발산 진화에서는 형질이 동일하지 않은 반면 형질이 동일하다는 점에서 다르다. 평행 진화의 예는 구세계 가족과 신세계 가족 모두에서 특정 수목 개구리 종인 '날아다니는' 개구리가 활공 비행 능력을 개발했다는 것이다. 그들은 "손과 발이 커졌고, 모든 손가락과 발가락 사이에 완전한 물갈퀴가 있고, 팔과 다리에 옆 피부가 플랩이 있고, 주둥이 통풍 길이당 무게가 감소"했다.

## 다윈의 핀치새
발산 진화의 가장 유명한 예 중 하나는 다윈의 핀치새의 경우이다. 다윈은 갈라파고스 제도로 여행하는 동안 공통 조상을 공유하는 여러 종의 핀치새를 발견했다. 그들은 다양한 식단으로 살았고 식단을 반영하는 모양과 크기가 다른 부리를 가졌다. 부리 모양과 크기의 변화는 식단의 변화를 뒷받침하는 데 필요한 것으로 여겨졌다. 일부 갈라파고스 핀치새는 견과류를 부수는 데 더 크고 강력한 부리를 가지고 있다.

## 개의 발산 진화
분기 진화의 또 다른 좋은 예는 집 개와 현대 늑대의 기원이다 . 개와 늑대는 모두 공통 조상에서 갈라져 나왔다. 게놈 연구에 의해 밝혀진 세계 여러 지역의 늑대 162마리와 60종의 다른 개 140마리의 미토콘드리아 DNA 서열의 유사성은 개와 늑대가 공유 조상에서 갈라졌다는 이론을 더욱 뒷받침했다. 개와 늑대는 유사한 신체 모양, 두개골 크기 및 사지 구조를 가지고 있어 가까운 친척일 것이라는 가설을 뒷받침한다.
예를 들어 말라뮤트와 허스키는 신체적으로나 행동적으로 늑대와 비슷하다. 허스키와 말라뮤트는 몸 크기와 두개골 모양이 매우 비슷하다. 허스키와 늑대는 유사한 코트 패턴과 추위에 대한 내성을 공유하다. 가상의 상황에서 , 돌연변이 및 번식 이벤트는 10세대에 걸친 늑대 행동의 진행을 보여주기 위해 시뮬레이션되었다. 결과는 늑대의 마지막 세대가 더 유순하고 덜 공격적이었음에도 불구하고 늑대의 기질은 한 세대에서 다음 세대로 크게 변동한다는 결론을 내렸다.

## 같이 보기
- 분지학